# Chow Kit
Chow Kit est un quartier typique de Kuala Lumpur, capitale de la Malaisie. Il porte le nom d'un conseiller municipal, ancien mineur d'étain.

## Accès
Chow Kit, situé au nord-ouest du centre de Kuala Lumpur, est traversé par la Jalan Abdul Rahman et desservi par le KL monorail, station Chow Kit.

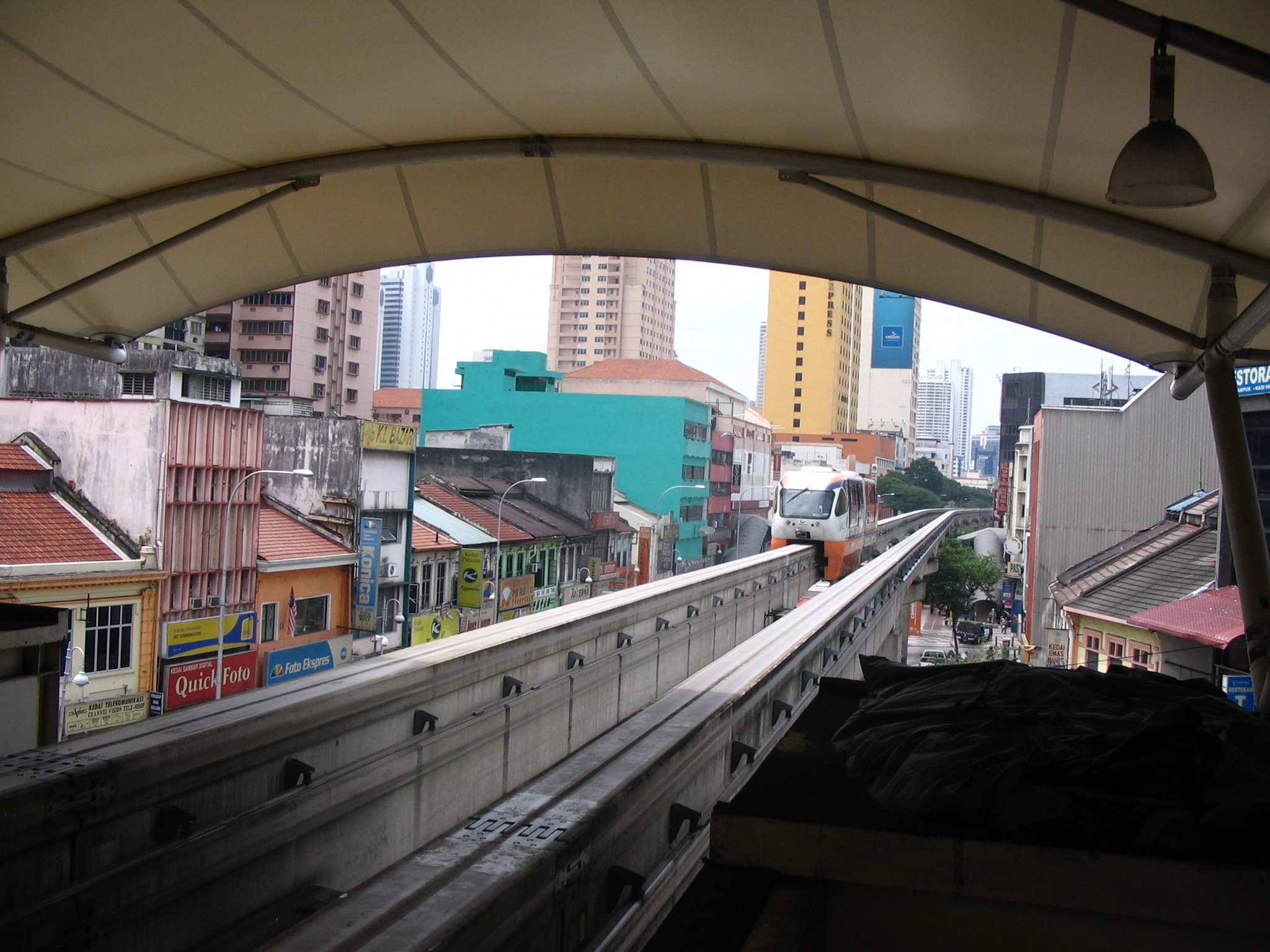
Station de monorail de Chow Kit
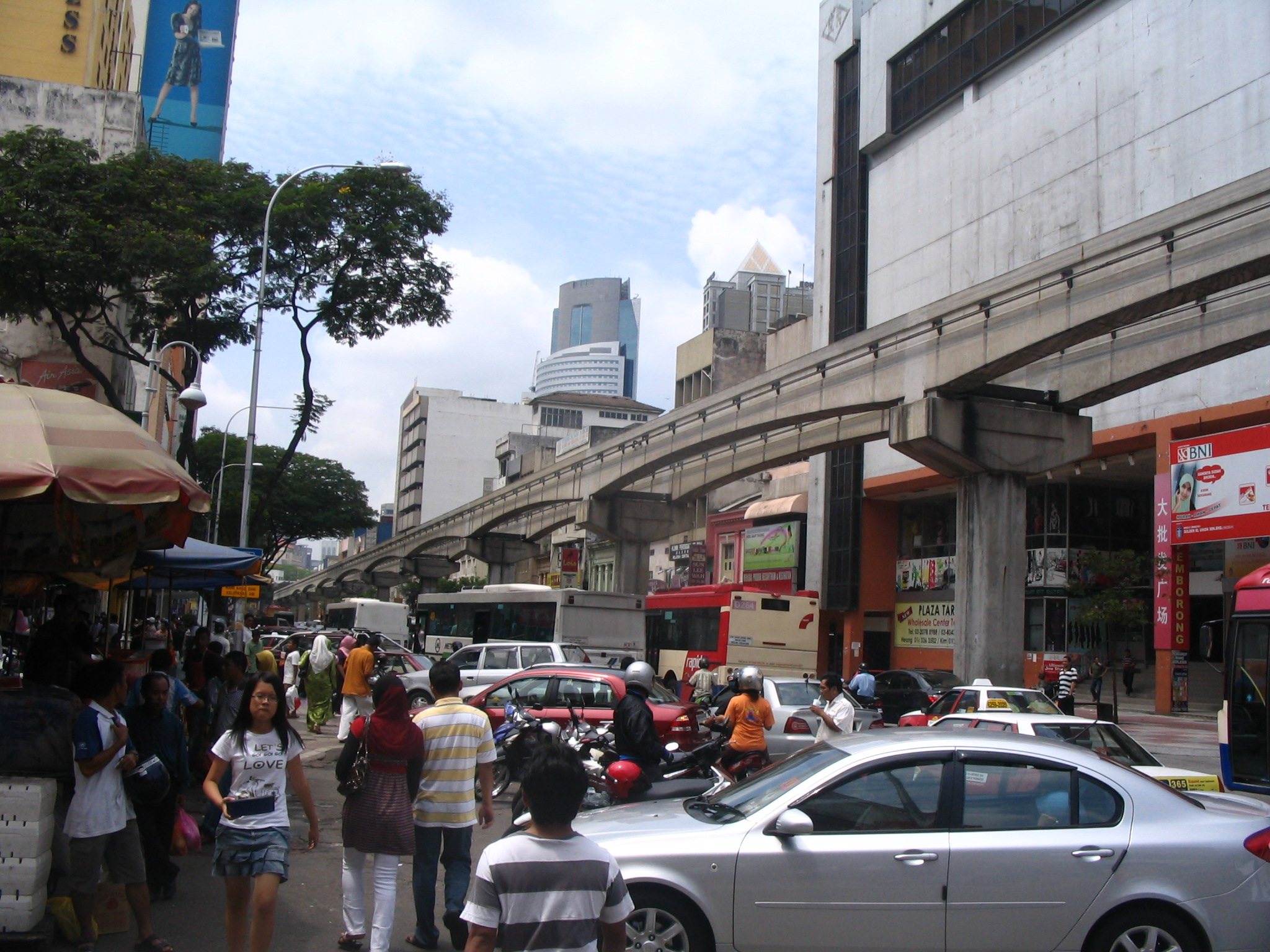
Jalan Abdul Rahman
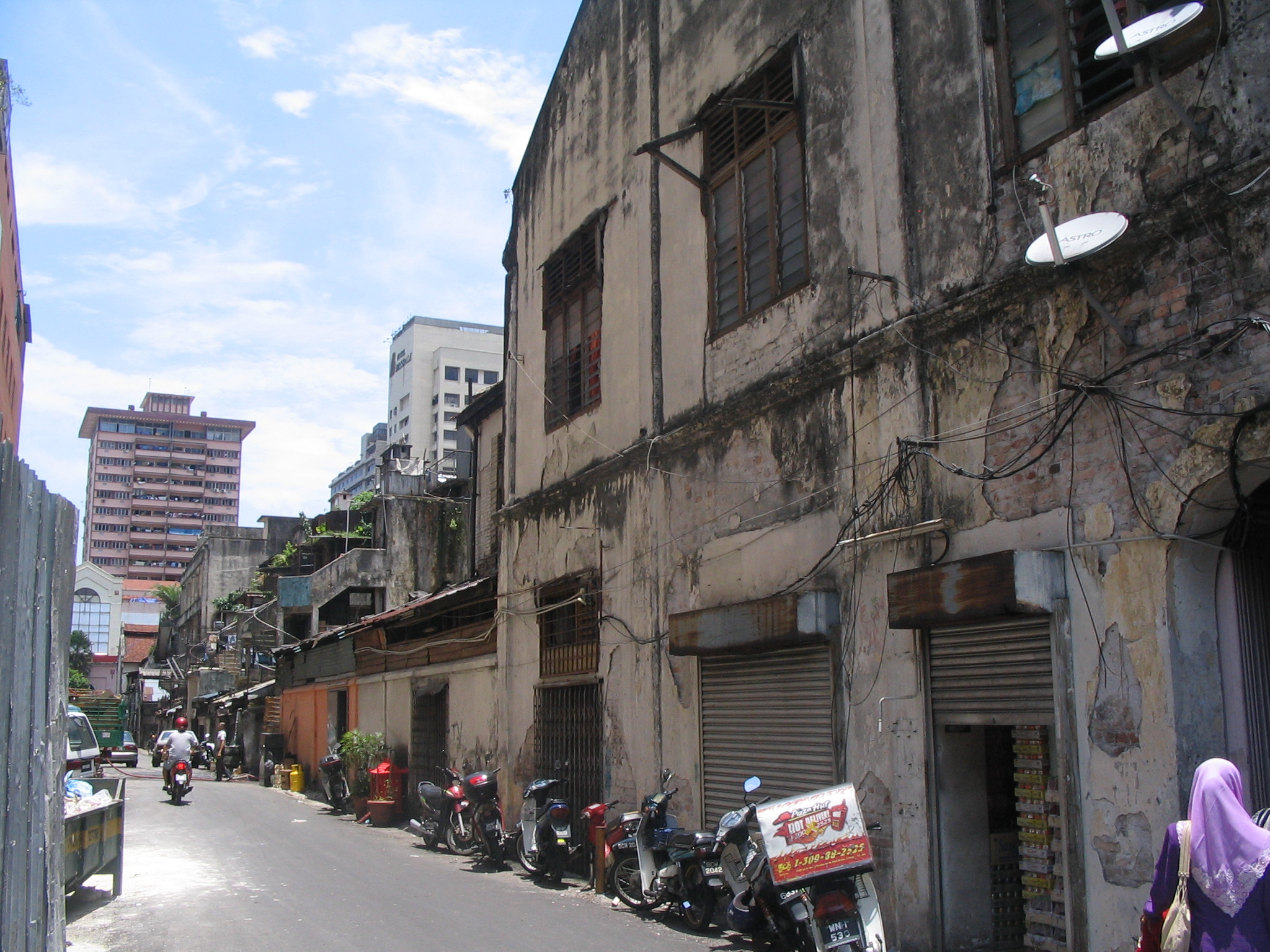
Jalan HJ Hussin
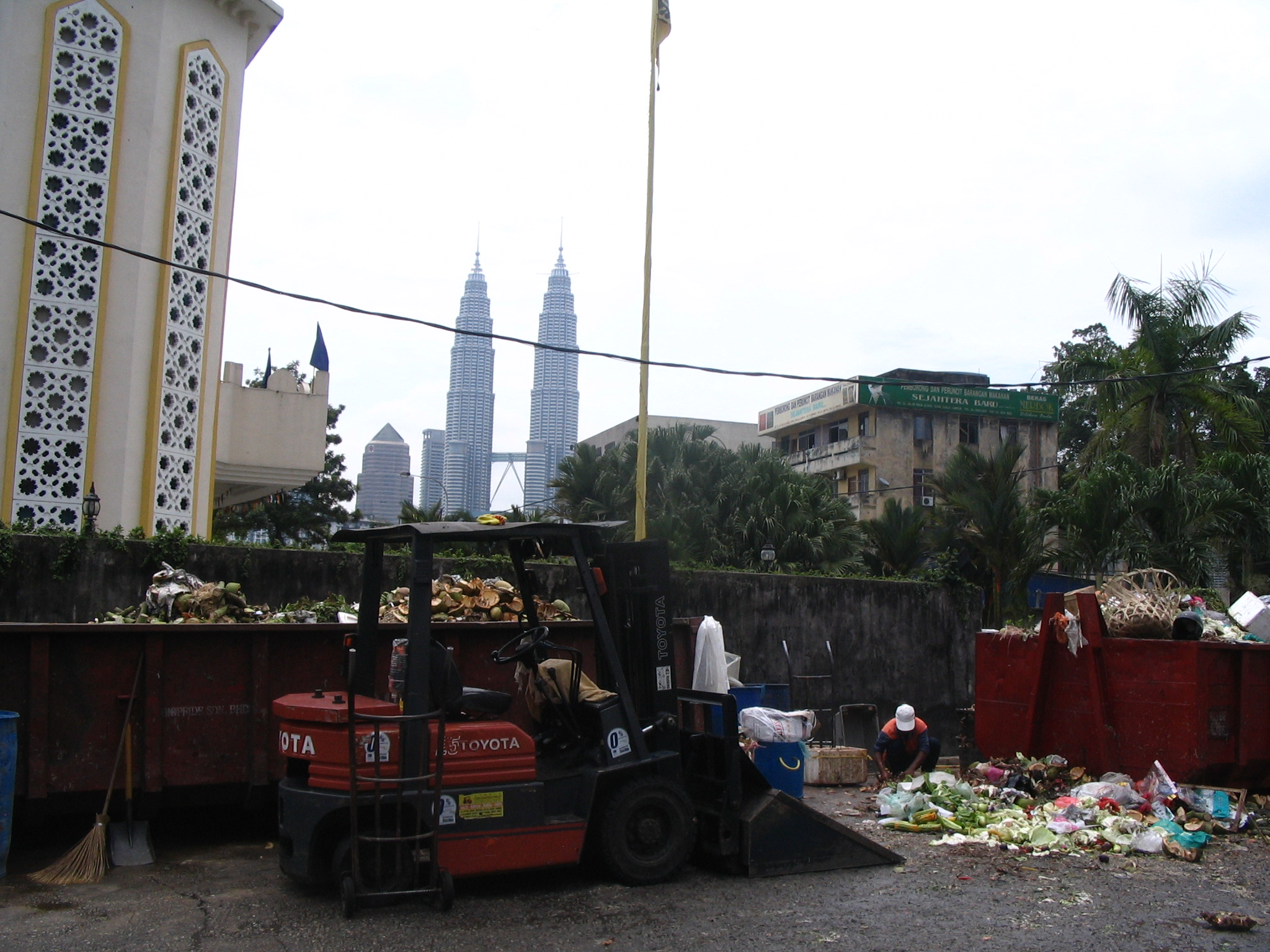
Les tours Petronas vues depuis Chow Kit

## Lieu d'intérêt
Chow Kit est renommé pour son marché de produits frais : Wet Market, ou Bazaar Baru Chow Kit. Le marché traditionnel est remarquable pour la diversité de fruits et légumes tropicaux.

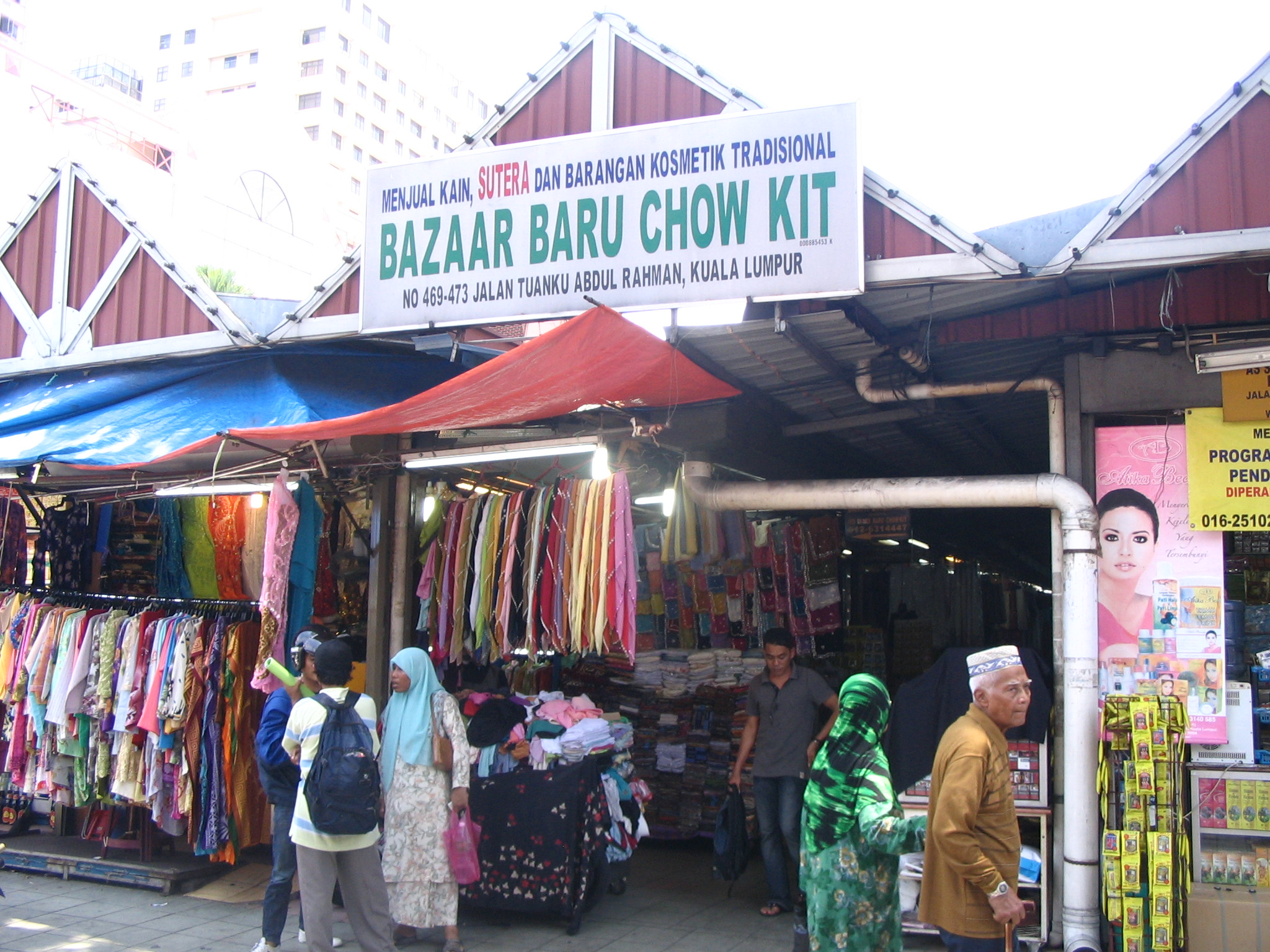
Entrée du Bazaar Baru Chow Kit
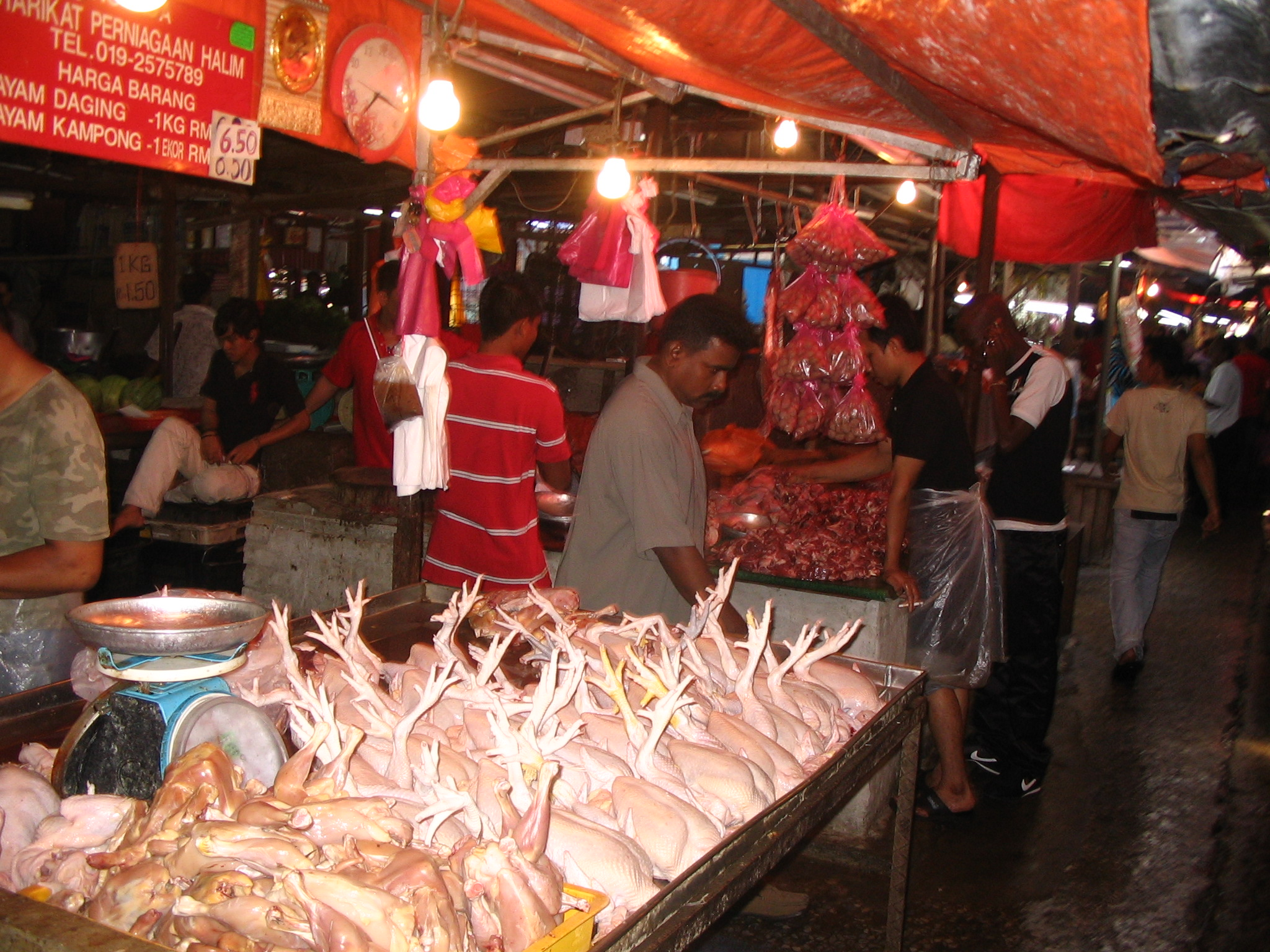
côté Jalan Abdul Rahman
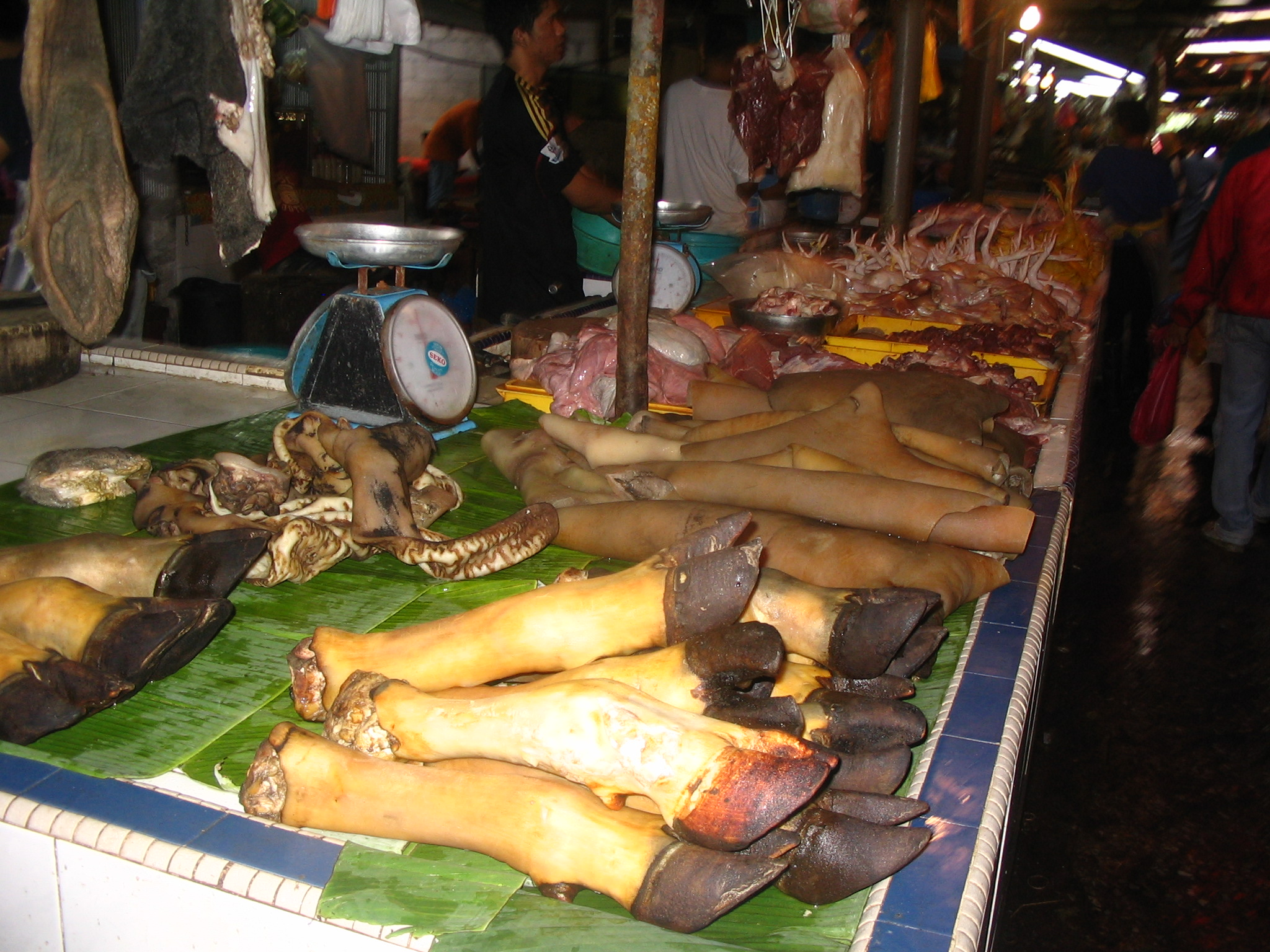
Étal de viande : pieds de vache
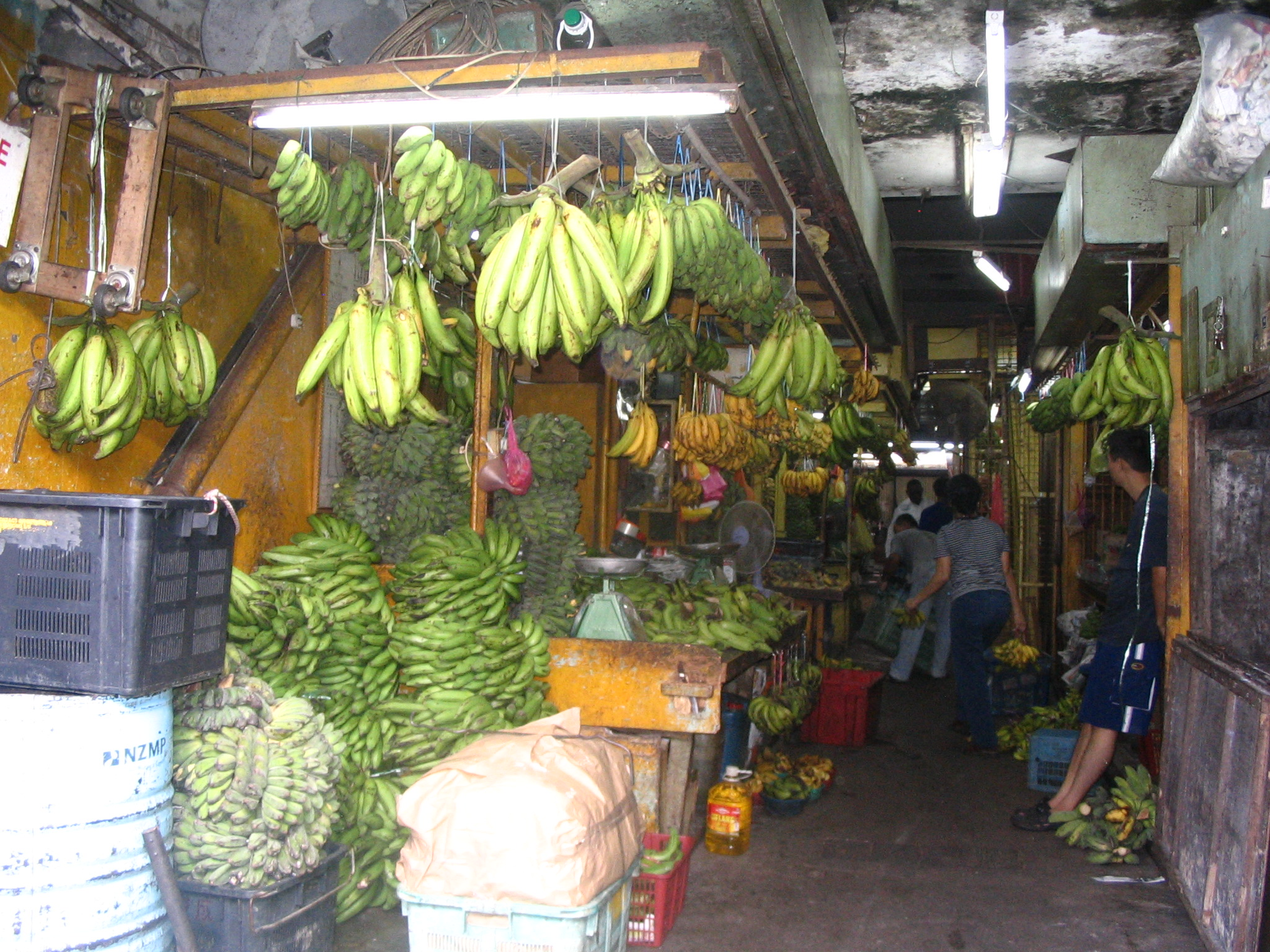
Différentes variétés de bananes
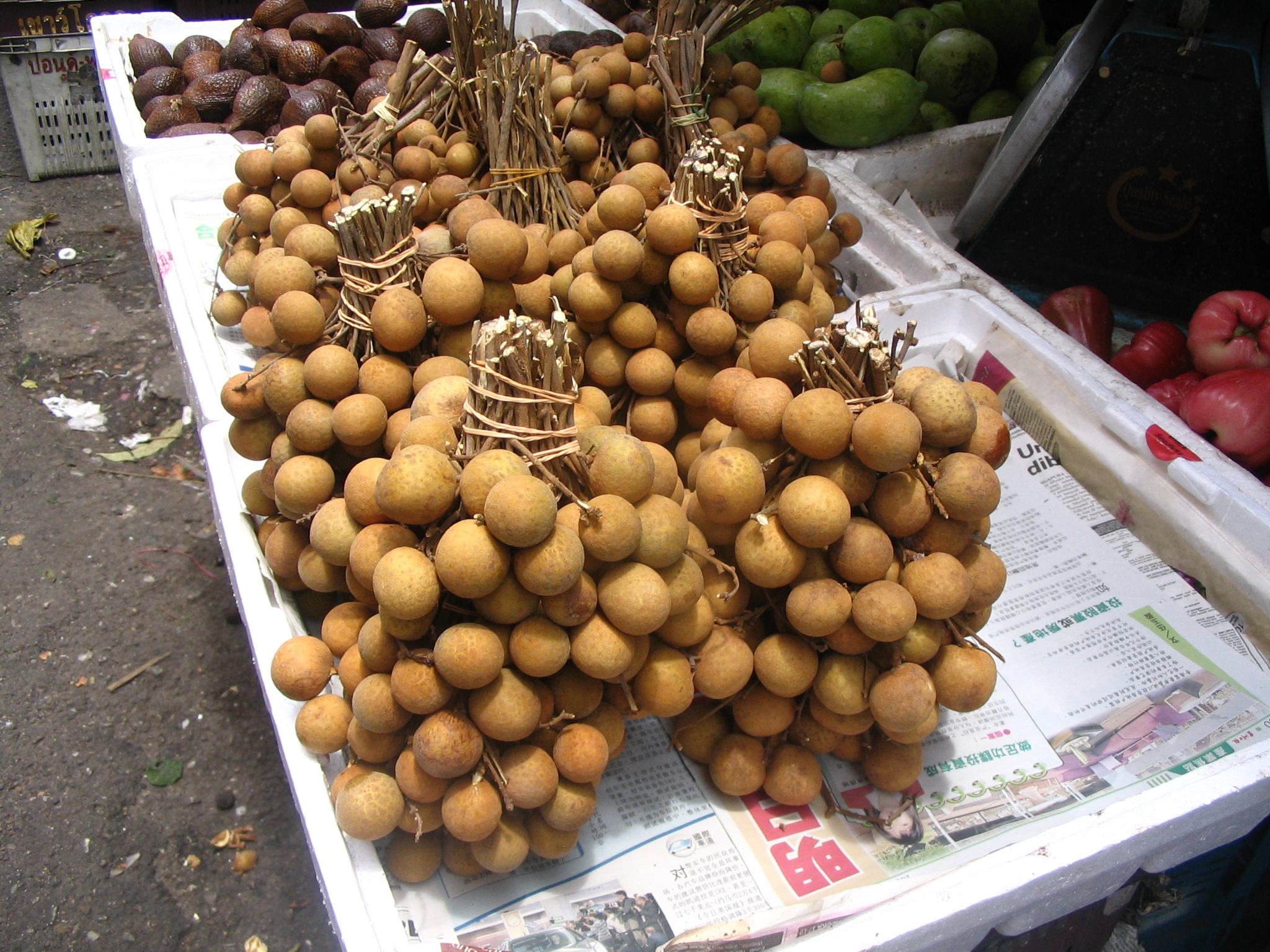
Longanes
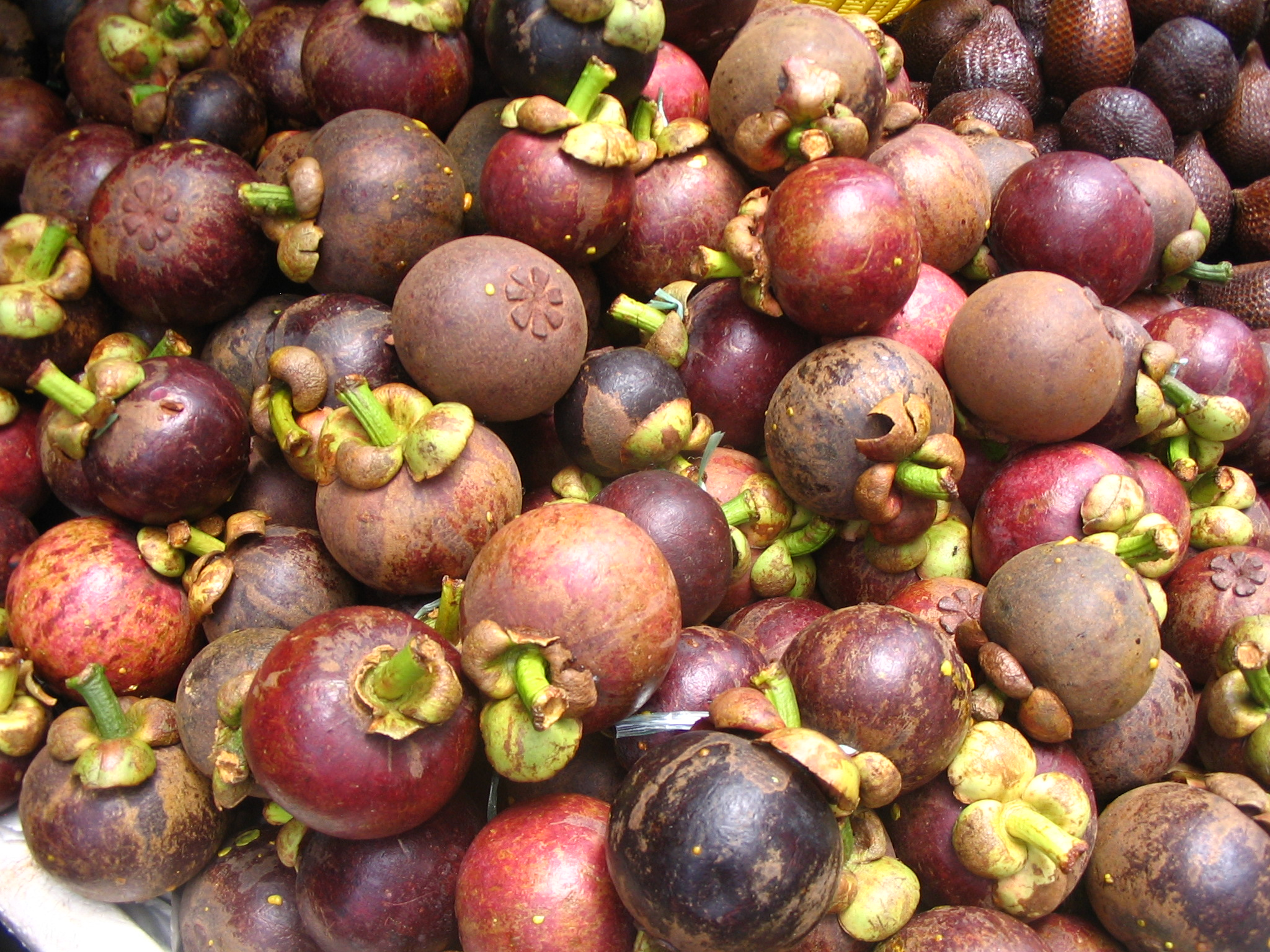
mangoustans
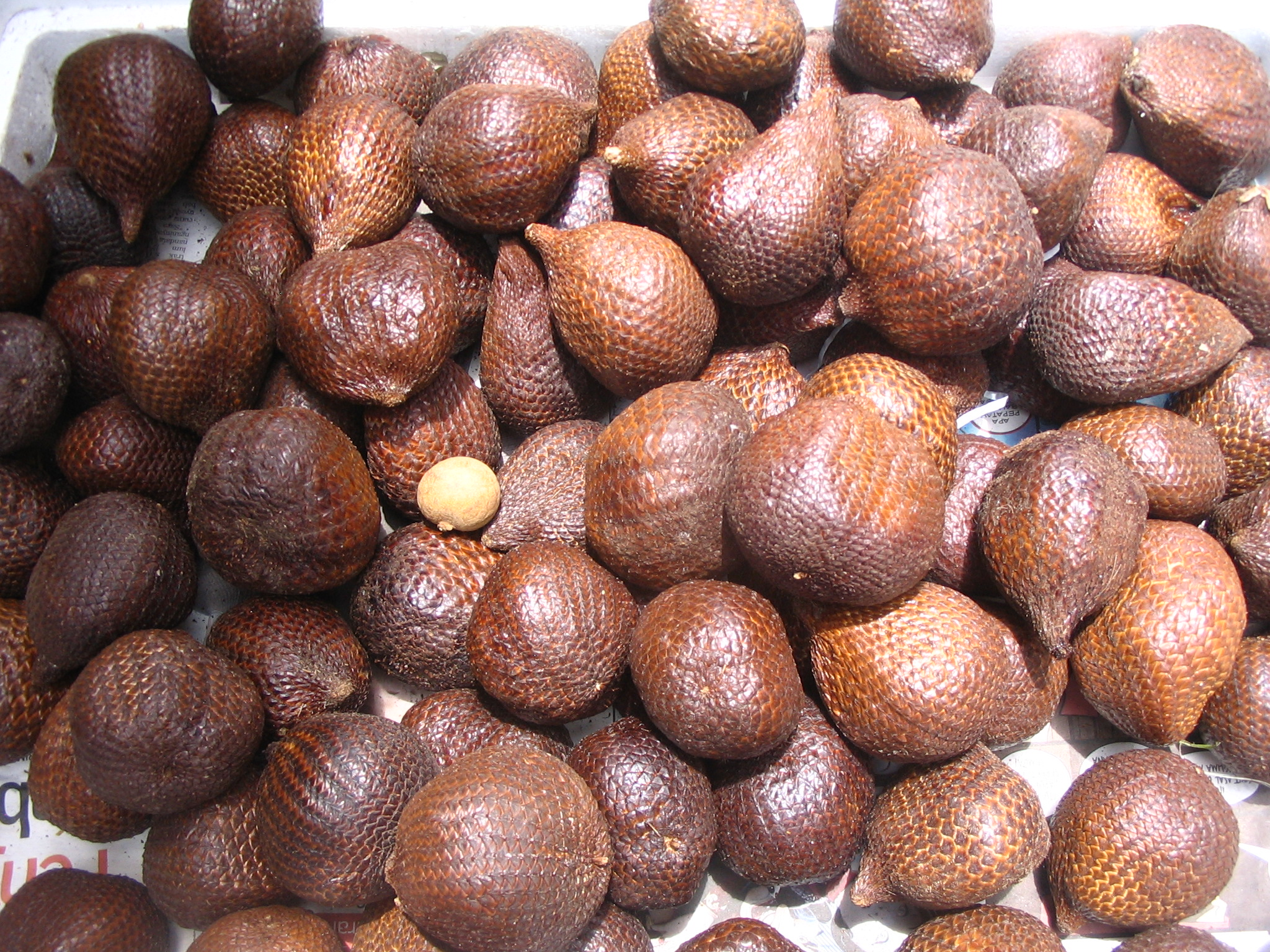
salaks
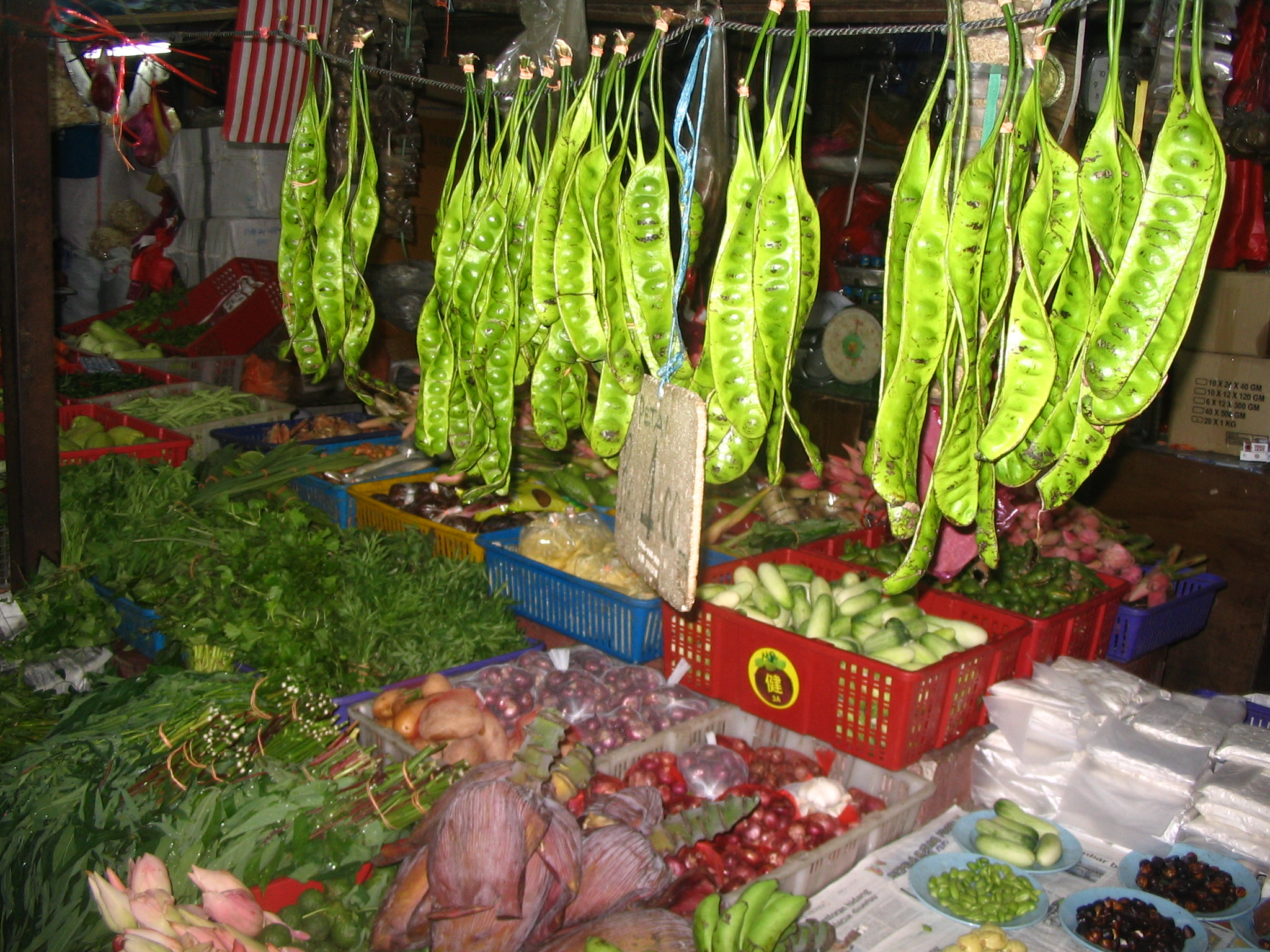
petai